# 三浦哲哉
三浦 哲哉（みうら てつや、1976年 - ）は、日本の映画批評家。青山学院大学文学部教授。博士（学術）。

## 経歴
福島県立安積高等学校を経て、一橋大学社会学部卒業、フランス・カーン大学大学院DEA課程映画演劇コース修了、東京大学大学院総合文化研究科超域文化科学専攻表象文化論コース博士課程修了、博士（学術）。
日本学術振興会特別研究員を経て、2013年から青山学院大学文学部比較芸術学科准教授。2021年から同教授。2015年度映画美学校批評家養成ギブス講師。
また、2011年より日本各地で開かれている映画上映とトークのプロジェクトImage.Fukushimaの代表を務める。2012年、著書『サスペンス映画史』が刊行される。

## 著書
- 『サスペンス映画史』（みすず書房、2012年、新版2022年）
- 『映画とは何か フランス映画思想史』（筑摩書房「筑摩選書」、2014年）
- 『『ハッピーアワー』論』（羽鳥書店、2018年）
- 『食べたくなる本』（みすず書房、2019年）[11]
- 『LAフード・ダイアリー』（講談社、2021年）
- 『自炊者になるための26週』（朝日出版社、2023年）

### 共著
- 『ひきずる映画 ポスト・カタストロフ時代の想像力』（フィルムアート社、2011年）
- 『オーバー・ザ・シネマ 映画「超」討議』（フィルムアート社、2018年）

### 訳書
- 『ジム・ジャームッシュ インタビューズ 映画監督ジム・ジャームッシュの歴史』（東邦出版、2006年）